# Ladislao Cabrera
Ladislao Cabrera is een provincie in het departement Oruro in Bolivia. De provincie heeft een oppervlakte van 8818 km² en heeft 14.678 inwoners (2012). De hoofdstad is Salinas de Garcí Mendoza.
Ladislao Cabrera is verdeeld in twee gemeenten:
- Pampa Aullagas
- Salinas de Garcí Mendoza

## Plaatsen
De volgende plaatsen zijn gelegen in de provincie Ladislao Carbrera:
In de gemeente Pampa Aullagas:
- Pampa Aullagas 1074 inw. – Bengal Vinto 351 inw. – Ichalula 244 inw.

In de gemeente Salinas de Garcí Mendoza:
- Salinas de Garcí Mendoza 593 inw. – Challuma 289 inw. – Puqui 274 inw. – Lupuyo 237 inw. – Catuyo 196 inw. – Challacota 184 inw. – Sighualaca 172 inw. – Concepción de Belén 148 inw. – Chalhua 146 inw. – Tambo Tambillo 137 inw. – Ucumasi 133 inw. – Playa Verde 126 inw. – Villa Esperanza Quinsuyo 117 inw. – Aroma 115 inw. – Jirira 109 inw. – San Martín 38 inw.

Atahuallpa · 
Carangas · 
Cercado · 
Eduardo Avaroa · 
Ladislao Cabrera · 
Litoral de Atacama · 
Nor Carangas · 
Pantaléon Dalence · 
Poopó · 
Puerto de Mejillones · 
Sajama · 
San Pedro de Totora · 
Saucarí · 
Sebastián Pagador · 
Sud Carangas · 
Tomas Barrón